# 岩田徹
岩田 徹（いわた とおる、1967年2月12日 - ）は、和歌山県出身の元プロ野球選手（捕手）、野球指導者。
次男はボートレーサーの岩田凌。甥はプロ総合格闘家の岩田虎之助。

## 来歴・人物
PL学園高時代は外野手として、1984年に春・夏とも、副主将として甲子園準優勝という快挙を成し遂げる。同期に鈴木英之、旗手浩二、北口正光、1学年後輩に清原和博、桑田真澄、内匠政博、松山秀明、黒木泰典らがいた。
高校卒業後は、社会人野球の三菱自動車水島に所属した。社会人野球通算22試合、打率.333、6本塁打、13打点。
1988年のプロ野球ドラフト会議で阪神タイガースから4位指名を受け入団。高校・社会人通じて外野手であったが、強肩であったことから捕手として指名された。
プロ1年目の1989年は開幕一軍を勝ち取り、プロ初安打を高校の後輩でもある巨人の桑田から放つと
5月31日の対ヤクルト戦では同期の新人・渡辺伸彦がラリー・パリッシュに死球を与えて乱闘騒ぎとなり、マスクを被っていた岩田はパリッシュを必死に抑えていた。以降は山田勝彦、関川浩一らの台頭でファーム暮らしとなる。
現役晩年は代打、外野手での出場が多くなった。1998年オフに任意引退、1999年3月23日に自由契約公示。
その後は、赤星憲広が設立した少年野球チーム「レッドスターベースボールクラブ」の設立メンバーとして10年間監督を務め、2014年2月に退団した。のちにこの退団は、行き過ぎた指導でのトラブルによるものだと明かされている。退団後は小学生・中学生を対象とした野球道場を開くなどしていた。また、履正社医療スポーツ専門学校にて講師を務める傍ら、2010年からは社会人野球に参戦している同校の硬式野球部でコーチを務めた。
2022年1月には大阪偕星学園高等学校硬式野球部の監督に就任した。2023年7月には全国高校野球選手権大阪大会にて、同校8年振りの準々決勝進出（ベスト8）に導いた。しかし、同年8月下旬、同部の寮の食堂で、岩田が椅子に座った男子部員の首根っこを掴んで薙ぎ倒し、椅子を蹴り飛ばしてから、男子部員の頭部を床に押し付けるという行為を働いている様子を収めた防犯カメラの映像が、Twitter上に投稿された。この行為は2022年11月のもので、動画が投稿された8月中に高校側は岩田に聞き取りを行い、指導の上で押し倒す行為を行ったと認めた上、平手打ちによる指導を行っていたことも認めた。9月、この部員への暴力行為により高校側から指導停止の謹慎処分を受けた。反省が認められれば、監督に復帰させる方針とされていたが、岩田自ら退任した。
2025年1月より、社会人野球チーム・アスミビルダーズのヘッドコーチに就任した。

## 詳細情報

### 年度別打撃成績
| 年 度     | 球 団     | 試 合 | 打 席 | 打 数 | 得 点 | 安 打 | 二 塁 打 | 三 塁 打 | 本 塁 打 | 塁 打 | 打 点 | 盗 塁 | 盗 塁 死 | 犠 打 | 犠 飛 | 四 球 | 敬 遠 | 死 球 | 三 振 | 併 殺 打 | 打 率 | 出 塁 率 | 長 打 率 | O P S |
| --------- | --------- | ----- | ----- | ----- | ----- | ----- | -------- | -------- | -------- | ----- | ----- | ----- | -------- | ----- | ----- | ----- | ----- | ----- | ----- | -------- | ----- | -------- | -------- | ----- |
| 1989      | 阪神      | 25    | 23    | 23    | 0     | 1     | 0        | 0        | 0        | 1     | 0     | 0     | 0        | 0     | 0     | 0     | 0     | 0     | 7     | 0        | .043  | .043     | .043     | .087  |
| 1990      | 阪神      | 2     | 4     | 3     | 1     | 1     | 0        | 0        | 1        | 4     | 1     | 0     | 0        | 1     | 0     | 0     | 0     | 0     | 0     | 0        | .333  | .333     | 1.333    | 1.667 |
| 1991      | 阪神      | 3     | 2     | 2     | 0     | 0     | 0        | 0        | 0        | 0     | 0     | 0     | 0        | 0     | 0     | 0     | 0     | 0     | 0     | 1        | .000  | .000     | .000     | .000  |
| 1994      | 阪神      | 1     | 1     | 1     | 0     | 0     | 0        | 0        | 0        | 0     | 0     | 0     | 0        | 0     | 0     | 0     | 0     | 0     | 0     | 0        | .000  | .000     | .000     | .000  |
| 1995      | 阪神      | 15    | 26    | 24    | 4     | 6     | 2        | 0        | 0        | 8     | 1     | 0     | 0        | 0     | 0     | 2     | 0     | 0     | 4     | 1        | .250  | .308     | .333     | .641  |
| 1996      | 阪神      | 12    | 12    | 11    | 0     | 3     | 1        | 0        | 0        | 4     | 1     | 0     | 0        | 0     | 0     | 1     | 0     | 0     | 2     | 0        | .273  | .333     | .364     | .697  |
| 通算：6年 | 通算：6年 | 58    | 68    | 64    | 5     | 11    | 3        | 0        | 1        | 17    | 3     | 0     | 0        | 1     | 0     | 3     | 0     | 0     | 13    | 2        | .172  | .209     | .266     | .475  |

### 年度別守備成績
| 年度 | 試合 | 企図数 | 許盗塁 | 盗塁刺 | 阻止率 |
| ---- | ---- | ------ | ------ | ------ | ------ |
| 1989 | 16   |        | 7      | 3      | .300   |
| 1990 | 2    |        | 1      | 0      | .000   |
| 1991 | 3    |        | 0      | 0      | .000   |
| 1994 | 1    | 0      | 0      | 0      | ----   |
| 通算 | 22   |        | 8      | 3      | .273   |

### 記録
- 初出場：1989年4月9日、対広島東洋カープ2回戦（広島市民球場）、8回裏に木戸克彦に代わり捕手として出場
- 初打席・初安打：1989年4月13日、対読売ジャイアンツ3回戦（阪神甲子園球場）、3回裏に住友一哉の代打として出場、桑田真澄から単打
- 初先発出場：1989年5月5日、対横浜大洋ホエールズ4回戦（阪神甲子園球場）、1番・右翼手として先発出場
- 初本塁打・初打点：1990年5月24日、対広島東洋カープ8回戦（広島市民球場）、3回表に川口和久からソロ

### 背番号
- 38 （1989年 - 1998年）